# Goran Pandev
Goran Pandev (makedonski: Горан Пандев) (Strumica, 27. srpnja 1983.) bivši je sjevernomakedonski nogometaš. 

## Klupska karijera

### Počeci
Pandev je nogometnu karijeru započeo u lokalnoj Belasici, klubu u kojem je napredovao u mlađim uzrastim. Ondje je proveo jednu sezonu u lokalnoj Prvoj ligi, prije nego što u ljeto 2001., potpisuje ugovor za Inter Milan. Tada je imao svega 18 godina.
Inter ga nakon kupnje posuđuje Speziji iz Serie C1 lige. Sljedeće sezone opet je poslan na posudbu, ovaj put u Anconu. U svakom od ta dva kluba, Pandev je skupio 20 nastupa.

### Lazio
2004. godine srpska zvijezda Dejan Stanković prelazi iz Lazija u Inter, te milanski klub šalje Pandeva (unutar Stankovićeva transfera) u Lazio. Također, oba kluba bili su "suvlasnici" Gorana Pandeva. Nakon kupnje Davida Pizarra iz Udinesea, Inter klubu iz Udina unutar transfera, daje svoj udio vlasničkih prava na Gorana Pandeva.
Pandev je impresionirao tokom prve sezone u Laziju gdje je sakupio 29 nastupa i postigao tri pogotka. U te golove, uključen je i fantastični gol u susretu protiv Juventusa. U njemu je Makedonac uspio "proći" Cannavara, Thurama i Zambrottu nakon čega je zabio gol Buffonu. Sljedeće sezone novi trener Lazija postaje Delio Rossi koji je u Laziju formirao ubojiti napadački dvojac Pandev - Rocchi.
2006. godine Lazio se odlučuje na potpunu kupnju Gorana Pandeva te za 4 milijuna eura od Udinesea otkupljuje njihov udio vlasničkih prava.
11. siječnja 2009. Pandev postiže hat-trick u Serie A protiv Reggine.
24. ožujka 2009. Goran Pandev od makedonskog predsjednika Branka Crvenkovskog dobiva orden za sportske uspjehe i doprinos u razvoju sporta i njegovog populariziranja u Makedoniji, kao i za promicanje u zemlje u inozemstvu.

### Ugovorni spor s Lazijom
U ljeto 2009. između Lazijeva predsjednika Claudija Lotita i Pandeva dolazi do spora, što je rezultiralo pravnom bitkom između njega i Lazija.
Spor je započeo u ljeto 2009. kada je Pandev izrazio želju da napusti klub. Predsjednik kluba, Claudio Lotito, očito nezadovoljan odlukom Pandeva, dao ga je izbaciti iz prve momčadi. Kao rezultat toga, Pandev je posljednja četiri mjeseca trenirao sam, bez ijednog nastupa za klub.
Tijekom tog perioda, različiti klubovi pokazali su zanimanje za kupnju Pandeva, ponajviše Zenit St. Peterburg koji je Laziju dao ponudu od 13 milijuna eura za igrača. Lazijev predsjednik Lotito ponudu je odbacio, tražeći umjesto toga 15 milijuna. Posao je u konačnici propao jer obje strane nisu uspjele doći do sporazuma o visini transfera.
26. rujna 2009. Pandev službeno podnosi zahtjev za raskidom ugovora s Lazijem nakon što je izbačen iz prve momčadi i etiketiran kao "pobunjenik" u klubu. Goran Pandev tvrdio je da je Lazio njegovim izbacivanjem iz prve momčadi prekršio potpisani ugovor.
Dogovor je postignut 23. prosinca 2009. kada nogometni sud Serie A donio odluku u korist Pandeva, gdje se Laziju naređuje da igraču omogući da napusti klub te mu plati 170.000 eura za emocionalnu bol. Sam predsjednik kluba Lotito se žalio na odluku, ali bezuspješno.

### Inter
4. siječnja 2010. Pandev potpisuje petogodišnji ugovor s Inter Milanom, te mu je dodijeljen dres s brojem 27. 
Svoj debi za novi-stari klub ostvario je dva dana kasnije u 1:0 pobjedi protiv Chievo Verone. U prve dvije utakmice ostvario je dvije asistencije koje su bile dovoljne za pobjedu (asistencija za Balotellija protiv Chieva te Samuela protiv Siene, u zadnjoj minuti utakmice).
Prvi gol za Inter osvario je u susretu protiv Barija. U 2:0 pobjedi protiv gradskog rivala AC Milana, Pandev je za prvi pogodak asistirao Diegu Militu dok je drugi pogodak postigao on sam, atraktivnim slobodnim udarcem.

### Prelazak u Napoli
26. kolovoza 2011. Pandev odlazi na posudbu u Napoli. Igrač se u novome klubu odlično snašao tako da je ondje proveo igračku karijeru do 2014. Tijekom tog razdoblja, s Napolijem je osvojio dvije Coppa Italije dok je u sezoni 2011./12. s klubom igrao u osmini finala Lige prvaka.

### Galatasaray
Nakon 13 godina igranja u Serie A, Makedonac je odlučio napustiti Italiju. Nakon mnogih nagađanja i povezivanja s AC Milanom i Herthom, Pandev je u kolovozu 2014. potpisao dvogodišnji ugovor s turskim Galatasarayjem.

### Genoa
Tijekom te sezone, napadač se zbog malog broja nastupa za istanbulski klub odlučio na povratak na Apenine. Početkom 2015. godine, odlučio se za dolazak u Genou, s kojom je potpisao ugovor na dvije godine.

## Osvojeni klupski trofeji
| Klub         | Trofej                     | Sezona    |
| Italija      | Italija                    | Italija   |
| ------------ | -------------------------- | --------- |
| Lazio        | Coppa Italia               | 2008./09. |
| Inter Milano | Serie A                    | 2009./10. |
| Inter Milano | UEFA Liga prvaka           | 2009./10. |
| Inter Milano | Coppa Italia               | 2009./10. |
| Inter Milano | Coppa Italia               | 2010./11. |
| Inter Milano | Supercoppa Italiana        | 2010.     |
| Inter Milano | Svjetsko klupsko prvenstvo | 2010.     |
| Napoli       | Coppa Italia               | 2011./12. |
| Napoli       | Coppa Italia               | 2013./14. |

## Reprezentacija
Pandev za makedonsku nogometnu reprezentaciju nastupa od 2001. godine i do sada je upisao 113 nastupa uz 35 pogodaka. Time je postao apsolutni rekorder po broju nastupa i pogodaka za makedonsku reprezentaciju.

### Reprezentativni golovi
| #   | Datum               | Mjesto                         | Protivnik   | Ukupni rezultat | Minuta     | Natjecanje                              |
| --- | ------------------- | ------------------------------ | ----------- | --------------- | ---------- | --------------------------------------- |
| 1.  | 21. kolovoza 2002.  | Skopje, Makedonija             | Malta       | 5 : 0           | 5"         | Prijateljska utakmica                   |
| 2.  | 20. kolovoza 2003.  | Prilep, Makedonija             | Albanija    | 3 : 1           | 36"        | Prijateljska utakmica                   |
| 3.  | 18. veljače 2004.   | Skopje, Makedonija             | BiH         | 1 : 0           | 22"        | Prijateljska utakmica                   |
| 4.  | 11. lipnja 2004.    | Tallinn, Estonija              | Estonija    | 4 : 2           | 31"        | Prijateljska utakmica                   |
| 5.  | 18. kolovoza 2004.  | Skopje, Makedonija             | Armenija    | 3 : 0           | 5"         | Kvalifikacije za SP u Njemačkoj 06'     |
| 6.  | 9. listopada 2004.  | Skopje, Makedonija             | Nizozemska  | 2 : 2           | 45"        | Kvalifikacije za SP u Njemačkoj 06'     |
| 7.  | 4. lipnja 2005.     | Stadion Hanrapetakan, Armenija | Armenija    | 2 : 1           | 29"        | Kvalifikacije za SP u Njemačkoj 06'     |
| 8.  | 4. lipnja 2005.     | Stadion Hanrapetakan, Armenija | Armenija    | 2 : 1           | 46"        | Kvalifikacije za SP u Njemačkoj 06'     |
| 9.  | 8. lipnja 2005.     | Teplice, Češka                 | Češka       | 1 : 6           | 14"        | Kvalifikacije za SP u Njemačkoj 06'     |
| 10. | 11. listopada 2006. | Andorra la Vella, Andorra      | Andora      | 3 : 0           | 13"        | Kvalifikacije za EURO 08'               |
| 11. | 17. listopada 2007. | Skopje, Makedonija             | Andora      | 3 : 0           | 59"        | Kvalifikacije za EURO 08'               |
| 12. | 27. kolovoza 2008.  | Stade Josy Barthel, Luxembourg | Luksemburg  | 4 : 1           | 6"         | Prijateljska utakmica                   |
| 13. | 27. kolovoza 2008.  | Stade Josy Barthel, Luxembourg | Luksemburg  | 4 : 1           | 45"        | Prijateljska utakmica                   |
| 14. | 10. listopada 2008. | Skopje, Makedonija             | Nizozemska  | 1 : 2           | 77" (pen.) | Kvalifikacije za SP u Južnoj Africi 10' |
| 15. | 11. veljače 2009.   | Antalya, Turska                | Moldavija   | 1 : 1           | 53"        | Prijateljska utakmica                   |
| 16. | 12. kolovoza 2009.  | Skopje, Makedonija             | Španjolska  | 2 : 3           | 8"         | Prijateljska utakmica                   |
| 17. | 12. kolovoza 2009.  | Skopje, Makedonija             | Španjolska  | 2 : 3           | 36"        | Prijateljska utakmica                   |
| 18. | 11. listopada 2009. | Skopje, Makedonija             | Katar       | 2 : 1           | 25"        | Prijateljska utakmica                   |
| 19. | 11. listopada 2009. | Skopje, Makedonija             | Katar       | 2 : 1           | 40"        | Prijateljska utakmica                   |
| 20. | 14. studenog 2009.  | Strumica, Makedonija           | Kanada      | 3 : 0           | 59"        | Prijateljska utakmica                   |
| 21. | 14. studenog 2009.  | Strumica, Makedonija           | Kanada      | 3 : 0           | 90"        | Prijateljska utakmica                   |
| 22. | 18. studenog 2009.  | Teheran, Iran                  | Iran        | 1 : 1           | 48"        | Prijateljska utakmica                   |
| 23. | 3. ožujka 2010.     | Skopje, Makedonija             | Crna Gora   | 2 : 1           | 31"        | Prijateljska utakmica                   |
| 24. | 10. kolovoza 2011.  | Baku, Azerbajdžan              | Azerbajdžan | 1 : 0           | 58"        | Prijateljska utakmica                   |
| 25. | 15. kolovoza 2012.  | Skopje, Makedonija             | Litva       | 1 : 0           | 54"        | Prijateljska utakmica                   |
| 26. | 6. veljače 2013.    | Skopje, Makedonija             | Danska      | 3 : 0           | 9"         | Prijateljska utakmica                   |
| 27. | 29. svibnja 2016.   | Bad Erlach, Austrija           | Azerbajdžan | 3 : 1           | 33"        | Prijateljska utakmica                   |
| 28. | 28. ožujka 2017.    | Skopje, Makedonija             | Bjelorusija | 3 : 0           | 61"        | Prijateljska utakmica                   |
| 29. | 28. ožujka 2017.    | Skopje, Makedonija             | Bjelorusija | 3 : 0           | 69"        | Prijateljska utakmica                   |
| 30. | 2. rujna 2017.      | Haifa, Izrael                  | Izrael      | 0 : 1           | 73"        | Kvalifikacije za SP u Rusiji 18'        |
| 31. | 11. studenoga 2017. | Skopje, Makedonija             | Norveška    | 2 : 0           | 43"        | Prijateljska utakmica                   |
| 32. | 9. rujna 2018.      | Skopje, Makedonija             | Armenija    | 2 : 0           | 59"        | Liga nacija 2018./19.                   |
| 33. | 13. listopada 2018. | Skopje, Makedonija             | Lihtenštajn | 4 : 1           | 36"        | Liga nacija 2018./19.                   |
| 34. | 9. rujna 2019.      | Riga, Latvija                  | Latvija     | 0 : 2           | 14"        | Kvalifikacije za EURO 2020.             |
| 35. | 11. listopada 2020. | Tallinn, Estonija              | Estonija    | 3 : 3           | 80"        | Liga nacija 2020./21.                   |

## Vanjske poveznice
- Osobna web stranica igrača
- Football Database
- Fan stranica Gorana Pandeva
- Razgovor s Goranom Pandevom, serijal (Ne)uspjeh prvaka s Mariom Stanićem, 14. 8. 2023. (YouTube)